# 中正機場捷運
中正機場捷運（ちゅうせいきじょうしょううん、正式名称：中正国際機場聯外捷運系統）は1990年代に計画された台北市都心と中正国際空港（現台湾桃園国際空港）を結ぶ空港連絡鉄道路線。その事業者名から「長生線」と通称されることもある。BOT方式で建設、運営される予定で、事業者も決定されたが、2000年の開通予定が困難となり中華民国政府がその権利を回収、国家事業としての整備が決まり、紆余曲折を経て2017年に桃園機場捷運として開業した。以下、桃園市（旧桃園県）と新北市（旧台北県）の地名は2010年の県市合併と直轄市昇格前のものを記載する。

## 路線資料
- 建設・運営：長生国際開発公司（2003年解散）
- 路線距離：本線約35km、林口支線1.9km
- 軌間：無（ゴムタイヤ式案内軌条式鉄道）
- 駅数：17（本線15、支線2）
- 複線区間：本線は全線複々線
- 高架区間：（起点と終点、E6駅を除く）全線
- 電化区間：全線電化
- 開通予定時期：計画中止（1997年始動、2003年政府が開発運営権を回収）

## 沿革
1979年に中正国際空港が開港して以来、台北市と空港間の公共交通機関は国道客運（高速バス）のみで結ばれていた。空港へ出入りする高速道路は慢性的な渋滞に悩まされ、1990年代に当時の台湾省政府住宅及都市発展処が空港連絡鉄道の整備計画に着手した。
1993年、「新交通捷運公司」が行政院環境保護署に提出した台北松山空港と中正国際空港を結ぶ鉄道路線の環境アセスメント申請書面では松山空港から民生路、台北橋、新北大道を経て現桃園機場捷運とほぼ雁行する経路で中正国際空港に至るものだった。しかし審査は通過せず代替ルートを模索することになった。それが台北駅から三重市の区間で承徳路、民権路を経て松山空港に至るものとなった。
1996年10月30日、政府はBOT方式（民間投資による建設・運営、一定期間後に公有化）による「中正国際機場聯外捷運系統」（ラインカラーは紫）
整備を決定、ならびに民間への投資を公募公告を行った。当時は不動産景気が活況で、沿線の土地開発を誘発することが期待されていた。
当時は5社が開発案申請を提出、1998年5月26日に長生国際開発公司が優先交渉権を得て、7月2日に交通部と調印。着工後5年で開通、30年の経営権を有することになった。
この計画路線は台北捷運西門駅と中正機場を結ぶ全長35km、16駅、ラインカラーは紫で通称「長生線」と言われていた。建設費用800億元、用地買収費用は2,000億元に達し、沿線6市での再開発案や2ヶ所の用地買収を伴う1,200ヘクタールの都市開発案を共有し、本線以外に全長1.9km、3駅の支線も林口郷に設置するものであった。
列車と軌道規格はゴムタイヤ式の案内軌条式鉄道で、本線は全線複々線、1列車は6連で、平均時速40km/h、1列車あたり450人の輸送力を想定していた。
車両製造の担当は三菱重工が予定されていた（#頓挫の項で後述）。西門駅と2000年供用の桃園空港第2ターミナルは建設時にこの路線を通す前提で設計に反映された。

### 頓挫
しかし数年で不動産市場が不況に陥り土地開発需要が低下した。政府の投資者審査時は過度に市況を楽観視していたため、長生公司の自己資金の割合が極度に低いまま始動していたことで（不足分は起債と銀行融資）自社での資金調達に苦慮することになる。さらに長生公司の親会社である長億グループが事業の過度な拡大により融資元との債務問題などで資金繰りが悪化していたにもかかわらず、さらなる投資のために銀行団に追加融資を要請していた。反発した中華開発銀行や味全、日本の三菱商事などが出資を引き揚げ自己資本比率が低下した。さらにこの路線の事業を担うはずだった三菱重工も引き揚げたため、銀行団も不安に駆られることになった。長生公司の建設費用の見込みも600億元から2.5倍の1,500億元超にまで膨れ上がったため、用地買収が一部にとどまるなど遅延が不可避となった。
2002年12月31日、長生公司と交通部高速鉄路工程局はこのBOT事業が失敗であるとの認識で一致、用地買収が中途に終わったまま土木工程に着手することなく停滞した同計画を白紙化させることで合意した。長生公司は2003年に法人を解散している。
交通部は優先権交渉の2番手だった中華工程に接触した。中華工程の案では林口以西も中山高速公路に並行し、駅数は少なく、土地開発を伴わないものだった。当時の台北県県長だった蘇貞昌は長生線案を放棄することに難色を示した。既に開発案が進行していた台北県各自治体などの既得権益団体らも同調し、中華工程案は葬られた。
結局政府はBOT方式での建設を断念し、政府予算での事業を推進することとなった。その後の沿革については桃園機場捷運を参照のこと。

## 駅一覧

### 本線
※現駅名は桃園機場捷運の駅名を示す。所在地は当時の名称。
| 駅番号 | ※相当する現駅         | 駅名             | 駅名         | 駅名                         | 接続路線・備考                                                                       | ※所在地 | ※所在地 |
| 駅番号 | ※相当する現駅         | 日本語           | 繁体字中国語 | 英語                         | 接続路線・備考                                                                       | ※所在地 | ※所在地 |
| ------ | --------------------- | ---------------- | ------------ | ---------------------------- | ------------------------------------------------------------------------------------ | ------- | ------- |
| E1     | 機場第二航廈駅（A13） | 二期航駅         | 二期航站     | Airport Terminal 2           | 桃園捷運藍線（当時は未開業、中正機場捷運との直通は規格が異なり不可能だった。地下駅） | 桃園県  | 大園郷  |
| E2     | 機場第一航廈駅（A12） | 一期航駅         | 一期航站     | Airport Terminal 1           | 地下駅                                                                               | 桃園県  | 大園郷  |
| E3     | 坑口駅（A11）         | 鉄路支線駅       | 鐵路支線站   | Railway Branch               | （台湾鉄路管理局林口線）                                                             | 桃園県  | 蘆竹郷  |
| E4     | 山鼻駅（A10）         | 山脚駅           | 山腳站       | Shanjiao                     |                                                                                      | 桃園県  | 蘆竹郷  |
| E5     | -                     | 外社駅           | 外社站       | Waishe                       | 中正機場捷運単独計画駅                                                               | 桃園県  | 蘆竹郷  |
| E6     | -                     | 南勢駅           | 南勢站       | Nanshi                       | 中正機場捷運単独計画駅。地下駅                                                       | 桃園県  | 蘆竹郷  |
| E7     | 林口駅（A9）          | 文化二路駅       | 文化二路站   | Wenhua 2nd Rd.               | 林口支線                                                                             | 台北県  | 林口郷  |
| E8     | 長庚医院駅（A8）      | 長庚医院駅（A8） | 長庚醫院站   | Chang Gung Memorial Hospital |                                                                                      | 桃園県  | 亀山郷  |
| E9     | 体育大学駅（A7）      | 体育園区駅       | 體育園區站   | Sports Park                  |                                                                                      | 桃園県  | 亀山郷  |
| E10    | 泰山貴和駅（A6）      | 輔仁大学駅       | 輔仁大學站   | Fu Jen Catholic University   |                                                                                      | 台北県  | 泰山郷  |
| E11    | 泰山駅（A5）          | 泰山駅（A5）     | 泰山站       | Taishan                      |                                                                                      | 台北県  | 泰山郷  |
| E12    | 新荘副都心駅（A4）    | 楓樹脚駅         | 楓樹腳站     | Fengshujiao                  |                                                                                      | 台北県  | 泰山郷  |
| E13    | 新北産業園区駅（A3）  | 五股工業区駅     | 五股工業區站 | Wugong Industrial Park       |                                                                                      | 台北県  | 新荘市  |
| E14    | 三重駅（A2）          | 福音駅           | 福音站       | Fuying                       | 台北捷運新荘線（当時は未開業）                                                       | 台北県  | 三重市  |
| E15    | -                     | 西門駅           | 西門站       | Ximen                        | 台北捷運板南線、小南門線（当時は線内運転のみ） 地下駅                                | 台北市  | 万華区  |

### 林口支線
| 駅番号 | 駅名       | 駅名         | 駅名           | 接続路線・備考 | 所在地 | 所在地 |
| 駅番号 | 日本語     | 繁体字中国語 | 英語           | 接続路線・備考 | 所在地 | 所在地 |
| ------ | ---------- | ------------ | -------------- | -------------- | ------ | ------ |
| E7A    | 文化二路駅 | 文化二路站   | Wenhua 2nd Rd. | 本線           | 台北県 | 林口郷 |
| E7B    | 忠孝駅     | 忠孝站       | Zhongxiao      |                | 台北県 | 林口郷 |
| E7C    | 仁愛駅     | 仁愛站       | Ren'ai         |                | 台北県 | 林口郷 |

## 差異
桃園機場捷運として計画が再始動した時点で中正機場捷運からの変更点は以下の通り。
- 台北市側の起点が西門駅から台北車站に変更された。
- 桃園市（当時は桃園県）側の空港駅を終着駅とする計画は同一規格で桃園捷運の藍線と統合され、高鉄桃園駅と中壢駅まで直通する。
- 複々線（4線）から複線（2線）に変更。
- 2駅を追加
- 長生線が様々な要因で建設が遅れ優先権獲得から5年での開業が絶望的になったことで本線とともに林口支線は白紙化、将来の林口地区再開発時に改めて実現可能性調査からやり直すことになった。
- 駅の設置場所が調整され、台鉄林口線との接続を予定していた「E3鉄路支線駅」は500メートルほど移転（現在の坑口駅に相当）したため、付随する駅周辺開発案も中止となった。
- ゴムタイヤ式から標準軌鉄輪式に変更
  - この規格変更に伴う曲線や勾配の通過能力の差を補うため一部経路で調整がなされ、E9（体育園区）駅が地下駅となった。
- BOT方式から国家事業になり、別路線だった桃園捷運藍線と直通運転が可能な同一規格の標準軌鉄輪式となり中壢区の高鐵桃園駅まで統合・延伸される[10]。

## その他方案
- 当時の競合入札事業者が提出した多様な方案は以下の通り。（T=空港ターミナル）

1. 中華工程公司（中国語版）（運賃180元）
全長37.1km、8駅。台北駅から二重疏洪道（中国語版）、高速公路沿いに五股、林口を経て桃園地区で台4線沿いに桃園空港に至る[11][12]。林口支線1.9km、3駅を含む[13]。
2. 上慶（運賃198元）
3. 聯捷（運賃220元）
第2T駅、国内線T駅、林口駅、圓山駅、松山機場駅および新設する五股駅、青埔駅、桃園駅。営業最高速度160km/h。
4. 台聯（運賃140元）

- 台鐵林口線改良案[14]

林口線改良自体が困難であり、台鐵桃園駅と台北駅（効率面では松山駅や南港駅も）の輸送力増強と台北駅のホーム数増加（その後半数は台湾高速鉄道のホームとなっている）も必須であったことや用地難による。
- 台北捷運新荘線延伸案

新荘線各駅に通過線（待避線）増設が必須とされた。
- 台湾高速鉄道の桃園から空港への支線案
  - 長生公司の事業が停滞していた時期に高速鉄道の開業は時期未定であったこと、台北駅の線路容量の問題で台北からの専用路線建設機運が高まることになる。
  - また、高鉄開業後に高鉄桃園と空港を結ぶバス路線が運行されているが、台北市の旅客には利用価値が高くなかった。
  - 「台北〜高鉄桃園〜機場捷運」でのアクセスは中南部以外の旅客には台北駅から徒歩で機場捷運に乗り換えることとの差異が大きくない。